# Maschinenpistole 18
A Maschinenpistole 18 vagy MP18 az első világháború végén megjelent géppisztoly.
1918-ban rendszeresítették a német hadseregben a Stosstruppen alapfegyvereként. Az 1920 és 1960 közötti időszakban erre a típusra épült a legtöbb géppisztoly konstrukciója.

## Szerkezet és kialakítás

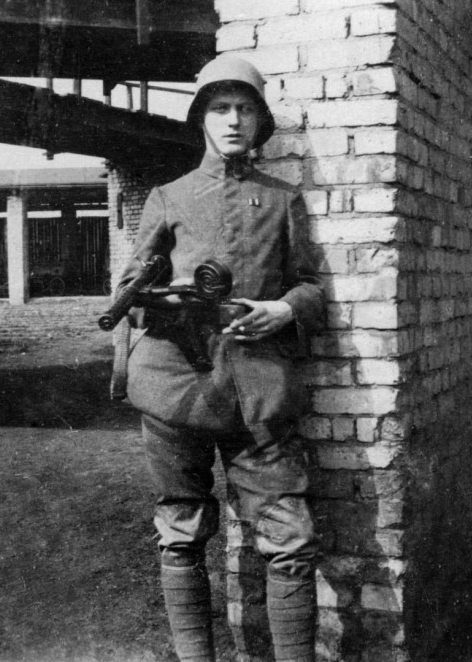
Német katona standard, dobtáras MP18-cal Észak-Franciaországban, 1918 tavaszán.

A géppisztoly, mint fegyvertípus koncepciója az első világháború idején jelent meg. A fejlesztések közvetlen oka a harcászat megváltozása, a lőtávolság drasztikus csökkenése és a gyorsan mozgó tömegesen felbukkanó alakulatok elhárítását követelő helyiségharc volt, tehát egyrészt önvédelmi szerepkörben kívánták az új fegyvertípust bevetni. Másrészt viszont egy hordozható gépfegyver a rohamozó gyalogság tűzerejét növelhette meg jelentős mértékben, illetve különösen ígéretesnek ígérkezett a rohamcsapatok (sturmtruppe) hatékonyságának biztosítására.
1915-ben Spandauban, Berlin egyik külvárosában megkezdődött egy új sorozatlövő fegyver kifejlesztése, melyet a német hadvezetőség megrendelése alapján elsődlegesen a lövészárkok-hadviseléshez próbáltak adaptálni. Az első kísérletekben a Luger P08 és a Mauser C96 sorozatlövésre való átalakításával próbálkoztak, ezek azonban  rendre kudarcot vallottak, mivel kis súlyuk összeegyeztethetetlen volt az 1200 lövés/perces tűzsebességgel, lehetetlenné téve a pontos célzást. A problémát végül egy Hugo Schmeisser és Theodor Bergmann vezette csapat oldotta meg, akik egy teljesen új koncepcióval álltak elő. Az általuk tervezett Maschinenpistole 18 sorozatgyártása 1918 tavaszán vette kezdetét.
Az MP18 egy meglehetősen nehéz fegyvernek számított a betöltött feladatköréhez képest, a súlya – betárazva – meghaladta az 5 kg-ot. Bár a fegyver tervezője, Hugo Schmeisser eredetileg a német hadseregben szabvány 20 lőszeres szekrénytár használatára alakította ki a fegyvert, a német hadvezetés követelésére végül mégis a 32 lőszeres TM 08 Luger típusú dobtár használatára tették alkalmassá. Ez ugyan növelte a fegyver kapacitását, de egyben bonyolultabbá tette a használatát is.
A fegyver különösen hajlamos volt a véletlen elsülésre. Ha egy betöltött fegyver puskatusát külső behatás érte, a fegyver könnyűszerrel elsült. A katonák ez ellen a zárszerkezet zárva tartásával védekeztek, mely egyben megakadályozta azt is, hogy szennyeződés kerüljön a fegyver csövébe és ezáltal használat közben elakadjon.
Az MP18 eredetileg kizárólag sorozatlövések leadására volt alkalmas. Ezt csak módosított típusán, az MP28-on kezelték, melynek módosítottak a működtetési mechanizmusán, képessé téve egyes lövések leadására is. A második világháború kitörését követően az Egyesült Királyság hadvezetősége egyenesen lemásoltatta az MP28-ast, létrehozva a Lanchester Mark I géppisztolyt, melyet a háború alatt a haditengerészet állománya használt. A német géppisztolyt a szovjet Vaszilij Alekszejevics Gyegtyarjov fegyvertervező is alapul vette a PPD–40 géppisztoly megalkotásakor.

## Alkalmazása
A fegyver frontszolgálata az első világháború utolsó évében kezdődött. A német fegyverletételig megközelítőleg 5000 példány került a harcoló csapatokhoz. Legnagyobb számban a Kaiserschlacht offenzívában vetették be. Az MP18 kitűnő fegyvernek bizonyult a lövészárok-hadviselés körülményei között, kis méretének és tűzerejének köszönhetően felülmúlta a gyalogsági karabélyokat. A háború után a német rendőrség és a különböző paramilitáris egységek használták, így a Freikorps is bevetette a Spartakus-szövetség elleni harcokban Bajorországban és Berlinben. A berlini harcok bebizonyították a fegyver alkalmasságát a városi hadviselésre is.
A két világháború közötti időszakban – export révén – több fegyveres konfliktusban is bevetették, így a dél-amerikai Chaco háborúban, a spanyol polgárháborúban és a második kínai–japán háborúban, ahol a kínai védők használatában súlyos veszteségeket okozott a japán támadóknak a sanghaji csatában. Később, korlátozott számban a II. világháború harcaiban is bevetették, itt főként a Sicherheitsdienst és a Kriegsmarine tüzérségi egységei használták. Módosított típusai felbukkantak a háború összes nagyobb csatájában, kiemelten a sztálingrádi, berlini összecsapásokban és a varsói gettófelkelés leverésekor is.

## Alkalmazók
- -  Német Birodalom
- Harmadik Birodalom
- Osztrák–Magyar Monarchia
- Bolívia
- Brazília
- Horvátország
- Kolumbia
- Japán
- Oszmán Birodalom
- Románia – a Vasgárda használta a Legionárius felkelés idején.